# (9582) 1990 EL7
(9582) 1990 EL7 là một tiểu hành tinh vành đai chính. Nó được phát hiện bởi Henri Debehogne ở Đài thiên văn La Silla ở Chile ngày 3 tháng 3 năm 1990.